# Bernard Sinclair
Bernard Sinclair est un baryton français particulièrement associé au répertoire d'opéra-comique et d'opérette, mais aussi d'opéra. C'est également un comédien, un auteur de théâtre et un metteur en scène. Il est né à Marcq-en-Barœul le 15 janvier 1935 et mort à Paris 10e le 27 novembre 2015,.

## Sa vie
Né Bernard Janssen le 15 janvier 1935 à Marcq-en-Barœul dans le Nord, il est d'abord étudiant en médecine, avant de se tourner vers une carrière lyrique, sur les conseils d'Élie Delfosse qui devait devenir directeur de l'Opéra de Nancy. 
Dès ses débuts, il accède immédiatement aux premiers rôles d'opéra-comique et d'opérette dans les théâtres de province. Il est vrai que ce séduisant "baryton-martin" a beaucoup pour lui, une voix au timbre plein de charme et à l'aigu éclatant, une fine musicalité, un physique de jeune premier, joints à une élégance et à un talent de comédien. 
Paris le découvre en 1966 dans La danseuse aux étoiles au théâtre Mogador. Très rapidement il parait au Châtelet, au Palais-Royal et à l'Opéra-Comique. Il y chante quelques rôles d'opéra-comique et d'opéra.

## Son répertoire
À l'opéra
- Frédéric dans Lakmé,
- Mercutio dans Roméo et Juliette,
- Escamillo dans Carmen,
- Pelléas dans Pelléas et Mélisande ;

mais surtout le répertoire d'opérette dans lequel il excelle tout particulièrement, ses rôles de prédilection étant : Paganini, Danilo de La Veuve joyeuse, Le Tsarévitch, Brissac  de Les Mousquetaires au couvent, Le Comte de Luxembourg, Goethe de Frédérique, Sou-Chong du Pays du sourire, etc.

## Ses enregistrements
Tout au long de sa carrière. il enregistre de nombreux ouvrages, d'abord pour le service lyrique de l'ORTF, et ensuite pour la maison EMI, notamment La Fille de madame Angot, Les Cloches de Corneville, et Valses de Vienne, auprès de Mady Mesplé.

## Une nouvelle carrière au théâtre
Depuis quelques années, il a abordé plusieurs rôles classiques (Le Cid), monté (Tessa, la nymphe au cœur fidèle), créé et mis en scène sa propre pièce, Les Mouettes d'Étretat, dans laquelle il interprète le rôle principal d'un vieux prisonnier tyrannisé par son compagnon de cellule au Théâtre du Nord-Ouest. Début 2014, il produit et joue Maille à partir, un texte créé pour lui par Christian Morel de Sarcus, au Théâtre le Guichet Montparnasse.

## Comédien
- 2014 : Le Cid de Pierre Corneille, mise en scène Jean-Luc Jeener, Théâtre du Nord-Ouest , Mois Molière Versailles
- 2013 : Les Mouettes d'Étretat de Bernard Sinclair, mise en scène Bernard Sinclair, Théâtre du Nord-Ouest

## Mises en scène de théâtre
- 2014 : Tessa, la nymphe au cœur fidèle de Jean Giraudoux, Théâtre du Nord-Ouest
- 2013 : Les Mouettes d'Étretat de Bernard Sinclair, Théâtre du Nord-Ouest